# ヴォルフガング・シュタルク
ヴォルフガング・シュタルク（Wolfgang Stark, 1969年11月20日 - ）はドイツの元サッカー審判員。身長191cm。1999年にFIFAのライセンスを取得し2001年から2014年まで国際審判員として活動した。第2言語として英語を使用できる。本業は銀行員。
2001年9月には日本プロサッカーリーグ（Jリーグ）の招聘で来日し、J1を4試合、J2を1試合、Jリーグカップを1試合担当した。

## 担当した主な国際大会

### 北京オリンピック
北京オリンピックでは2試合を担当した。
- グループA: コートジボワール代表 vs アルゼンチン代表
- グループB: ナイジェリア代表 vs アメリカ合衆国代表

### 2010 FIFAワールドカップ
2010 FIFAワールドカップでは3試合を担当した。
- グループB: アルゼンチン vs ナイジェリア
- グループE: スロベニア vs イングランド
- 決勝1回戦: ウルグアイ vs 大韓民国

## 記録
ブンデスリーガ
2013-2014 イエローカード/76枚、レッドカード/1枚